# Въстание в Черна гора
Въстанието в Черна гора (на сръбски: Устанак у Црној Гори) е въстание срещу италианските окупационни сили в Черна гора, която се намира в рамките на окупираната от германците Югославия. То е вдигнато от комунистическата партия на Югославия на 13 юли 1941 година и е разгромено за 6 седмици, но продължава с по-ниска активност до декември 1941 година.
Бунтовниците са водени от комунистически партизани и бивши офицери от кралската югославска армия от Черна гора, повечето от които националисти, но и някои прокомунистки настроени. Някои от офицери са освободени от военнопленнически лагери, където са вкарани след Югославската операция. Комунистите създават организацията и осигуряват политически комисари, докато бунтовническите въоръжени сили са водени от бившите офицери. Отличителна характеристика на въстанието в Черна гора е неговата масовост. Цялата нация отказва привилегированата позиция предложена от окупаторите, отхвърля капитулацията, за да се бори за Югославия, заедно с „Русия“ (националистически настроените бунтовници възприемат СССР като Русия в началото на въстанието).
В рамките на три седмици от началото на въстанието, въстаниците успяват да завладеят почти цялата територия на Черна гора. Италианските войски са принудени да отстъпят към укрепленията си в Плевля, Никшич, Цетине и Подгорица. Основните командири са бившите офицери полковник Байо Станишич, майор Джордже Лашич и впоследствие капитан Павле Джуришич, който се изявява по време на успешната атака на Беране и така се превръща в един от принципните лидери.
Контраофанзивата извършена от повече от 70 000 италиански войници под командването на генерал Алесандро Пирзио Бироли, подпомагнат от мюсюлмански милиции и албански нередовни части от граничните райони между Черна гора и Албания, смазва въстанието за шест седмици. Бившите офицери от кралската югославска армия и комунистите влизат в спор за стратегията на военните действия. Националистите искат да защитят планинските селища в случай на нападение. Комунистите не са съгласни с това и организират съпротива лице в лице с италианските части, при което са победени. Оттук започва да се получава разделение между въстаниците от една страна поради загубите, които италианците им нанасят, а от друга поради това че част от тях осъзнават, че въстанието е водено от комунистите. Йосип Броз Тито премахва Милован Джилас от командването на партизанските сили в Черна гора поради грешките, които прави по време на въстанието, особено избора на Джилас за влизане в директни сблъсъци с италиански части, вместо използването на партизански тактики. След голямата загуба на 1 декември 1941 година по време на неуспешната атака на италианския гарнизон в Плевля, много от войниците дезертират и се присъединяват към четниците. След тази загуба, комунистите тероризират хората, които смятат за врагове, което настройва мнозина в Черна гора срещу тях.
Загубата на комунистическите сили в Плевля, заедно с политиката на терор, която провеждат комунистите, са главните причини за засилването на конфликта между комунисти и националисти в Черна гора след въстанието. През втората половина на декември 1941 година, националистки настроените офицери Джуришич и Лашич започват отделна от комунистите мобилизация на военни части. В началото на март 1942 година Джуришич урежда едно от първите колаборционистки споразумения между италианците и четниците. Това споразумение е между Джуришич и Бироли и е свързано с района на операции на 19-пехотна дивизия Венеция. През май 1942 година Джуришич атакува и побеждава последната голяма партизанска част в Черна гора. Въз основа на споразумението между италианците заедно с Джуришич от една страна и четнически лидери от друга, италианската окупация на Черна гора е сведена до градовете, а четниците запазват контрол върху останалата част на Черна гора. През втората четвърт на 1942 година съвместна офанзива на италианците и четниците води до оттеглянето на останалите партизански сили от Черна гора.

## Ситуация пред въстанието
През април 1941 година Нацистка Германия и Кралство Италия нападат Черна гора, като германците навлизат от Босна и Херцеговина, а италианците от Албания. Германците се оттеглят по-късно, като оставят италианците да окупират територията. Поради разпада на югославската армия след инвазията, населението на Черна гора има достъп до огромно количество оръжия и амуниции. До юли 1941 година в района на Черна гора, Котор и Санджак комунистическата партия наброява 1800 члена и над 3000 младежки члена, повече от които заедно със своите приятели са готови да участват във въоръжено въстание срещу силите на Оста.
Черногорците бързо се настройват срещу италианците. Това настройване е свързано главно с изселването на черногорци от Косово и Войводина и идването на бежанци от други части на Югославия, както и терора на Усташите в граничните райони с Босна и Херцеговина. Черногорците имат оплаквания и срещу италианците във връзка с присвояването на важни територии, свързани с производството на храна в Косово, както и предаването на фабриката за произвеждане на сол в Улцин на Албания. Това наред с икономическата вреда нанесена на много черногорци от временното премахване от циркулация на югославските банкноти от 500 динара и други.
Събитието, което задейства събития довели до въстание е прокламацията за възстановяването на Кралство Черна гора начело с италиански регент и водено от черногорския сепаратист Секула Дърлевич и неговите поддръжници, познати като зеленаши. Тази прокламация е приготвена от италианското министерство на външните работи. Тя е издадена на провокираното от италианците събрание на черногорските сепаратисти на 12 юли 1941 година. Въстанието избухва на следващия ден.

## Въстанието

### Първоначален успех на въстаниците
В началото на юли 1941 година висшият член на Политбюро на ЦК на Комунистическата партия на Югославия черногореца Милован Джилас пристига в Черна гора от Белград, за да подеме комунистическата борба срещу окупационните сили. Общото въстание в Черна гора избухва на 13 юли 1941 година и е започнато от ЮКП. Голям брой некомунисти се включват във въстанието, включително и много бивши офицери от югославската кралска армия, някои с прокомунистически убеждения, но повечето със силни националистически чувства. Това е третото въстание в окупирата на Югославия през лятото на 1941 година. Бунтовниците са водени от бивши офицери, някои от които са освободени от военнопленнически лаери. Комунистите се заемат с организацията и осигуряват политически комисари. Към въстаниците се присъединяват и много сърби националисти познати като белаши (на сръбски: бјелаши), както и въоръжени селяни. В началната фаза на въстанието, бунтовниците завземат малки градове и села.
На 14 юли въстаниците атакуват италианските жандарми в Мойковац и скоро превземат целия град. На 15 юли в Кошчеле, близо до Риека Църнойевица, два отряда от 80 души (от Цетине и Цеклин) правят засада на камиони, транспортиращи италианския втори граничен батальон от Подгорица. Италианските сили са изпратени да освободят Цетине от обсадата на въстаниците. След 8-часова битка въстаниците побеждават и убиват 70 – 80 италиански войника и офицера, раняват 260 и пленяват останалите 440.
Въстаниците пленяват няколко малки кораба във Вирпазар. На 16 юли те използват един от тях, за да транспортират 46 пленени италиански войника в Скутари, а в замяна получават лекарство и храна.
На 17 юли насред най-тежката част на битката по време на успешната атака на Беране, водена от капитан Павле Джуришич, той се отличава и оттогава се превръща в един от главните командири на въстанието. По време на атаката на Беране, Джуришич се бие заедно с комунистическите въстаници. Джилас се опитва да накара Станишич да приеме общото командване на въстанието, но той отказва. На 18 юли Джилас създава команда на народните освободителни войски на Черна гора, Бока и Санджак под свое командване и със съветническата помощ на тези бивши югославски офицери, които искат да се бият под комунистическо управление. На 20 юли бунтовниците завземат Биело поле с италианския гарнизон от 180 войника и офицера.
В рамките на три седмици от началото на въстанието, италианците са принудени да отстъпят в укрепените градове Плевля, Никшич, Цетине и Подгорица. Милован Джилас и Арсо Йованович са изпратени от Сърбия да координират действията на въстаниците. Според Уго Кавайеро повечето от въстаническите сили са водени от офицери от Кралство Югославия до края на октомври 1944 година.

### Италиански контраофанзива
На 16 юли 1941 година генерал Кавалеро, началник-щаб на италианската армейска група в Албания дава заповед на Алесандро Бироли да смаже въстанието „на всяка цена“. На 25 юли 1941 година Бенито Мусолини назначава Бироли, бившия губернатор на Асмара, с пълни граждански и военни сили в Черна гора. Той смята, че силата е единственото нещо, което балканската психика признава. Точно за това той призовава за крайно отмъщение. На 5 август Бироли издава заповед към населението да предаде всичките си оръжия и на август заповядва конфискация на собствеността на въстаниците.
Бироли командва италианската контраофанзива, която е първата офанзива на окупиралите Югославия сили на оста. Италианските войски са в състав от шест дивизии (Месина, Пугли, Пустерия, Таро, Венеция и Качатори деле Алпи), два легиона черноризци (108 и 164), две бойни групи (1-ва група конен полк Кавалегери Гуиде и втора група Скендербег), както и два батальона гранична охрана. Сила от повече от 70 000 италиански атакува въстаниците, като е подкрепена от около 20 000 членове на мюсюлмански милиции от Санджак, Плав и Гусине, както и от албански нередовни части от граничните райони, които осигуряват сигурността по фланговете. Вулнетарите от Косово, най-вече от региона на Дяково идват в Плав и Гусине, за да подкрепят италианската контраофанзива. Прехвърлянето на две италиански дивизии (Таро и Качатори деле Алпи) на Източния фронт е отменено и те са изпратени срещу въстаниците в Черна гора.
В един от своите рапорти, писан през август 1941 година Бироли обяснява, че дивизия Венеция напредва от Подгорица към Колашин и Андриевица. Той съобщава, че тази дивизия е подкрепена от планинските части и албанските сили под командването на капитан Пренк Кали от Вермош и от сили от Дяково. Въпреки ожесточената съпротива на въстаниците, италианските сили успяват да си върнат района на Колашин, Андриевица и Беране и освобождават от плен 879 техни войника и офицера.
Италианските войски си връщат контрола над всички градове и комуникационни пътища за шест седмици. Бироли издава заповед да се смаже въстанието, но кара силите си да избягват „актове на отмъщение и безсмислена жестокост“. Въпреки това при смазването му, дузина села са изгорени, а между 10 000 и 20 000 жители са интернирани. За известно време на мюсюлманските и албански нередовни части е позволено да грабят и палят села.
След контраофанзивата италианците не построяват наново постовете си в селата, защото се страхуват, че те отново ще бъдат лесна плячка за въстаници. В резултат на това повечето от селските райони на Черна гора не са заселени отново. Това позволява на въстаниците да поддържат по-лесна комуникация помежду си, да се пренасят доставки и други дейности.

### Битка при Плевля
След неуспеха на въстаниците, идващ от италианското настъпление към края на 1941 година те се възстановяват и продължават дейностите си. На 1 декември партизански сили атакуват Плевля, но не успяват да го превземат и напускат след като са понесли тежки жертви. Партизанските сили губят 203 убити и 269 ранени. Много от партизаните дезертират от своите части и се присъединяват към четниците.
След загубата им в битката за Плевля, партизаните тероризират хората, ограбват села, екзекутират пленени италианци, партийни отцепници и „перверзници“. Битката при Плевля е последният голям конфликт от въстанието в Черна гора. След тази битка комунистите са изгонени от Черна гора до пролетта на 1943 година.

### Левичарски грешки
След първоначалния успех на въстанието комунистите се заемат с положението. Тяхното кърваво управление настройва много хора в Черна гора. Джилас и партизаните провеждат кратко управление на терор и скоро осъзнават, че такава политика прави трудно откриването на храна и безопасни убежища и да набират нови хора за участие във въстанието. Партизаните следват политика на масов терор не само срещу войниците си, които са дезертирали след битката при Плевля, но и срещу техните семейства, срещу четниците и семействата им, срещу богатите търговци, селяни и всеки гражданин, който приемат за потенциален класов враг. Тази политика се нарича „левичарско отклонение“.

### Разделение между въстаниците
Разделението между въстаниците идва като резултат от загубите, нанесени от италианците и от осъзнаването на някои от тях, че въстанието е водено от комунистите. Партизаните са предопределени да продължават с комунистическата революция, докато националистите признават, че въстанието е смазано и искат да спрат борбата. В Северна Черна гора има конкретно разделение между комунисти и националисти. Комунистите искат да продължат с революция като я обърнат срещу техните класови врагове. Фокусът на националистите е да се избягва да се провокират италианците, но да се защитават планинските села, ако са атакувани. През есента националистите се свързват с италианците и им предлагат да им помагат в борбата срещу партизаните. Впоследствие националистите, включително и Джуришич, който е известен в своя клан Васойевич от Северна Черна гора се оттеглят в съседни област. Повечето националистически настроени командири не вземат ничия страна в спорадичните сблъсъци между италиански и въстанически сили, които стават все по-доминирани от партизаните.
Две са основните причини за разширяването на конфликта между двете групи въстаници: голямата загуба на партизанските сили при атаката им на италианския гарнизон в Плевля и терора, извършен от комунистите, така наречените „левичарски грешки“. Земя без четници изведнъж е изпълнена с четниците, най-вече поради политиката на левичарски грешки, която води до временна загуба на партизанското движение в Черна гора през 1942 година. Общото въстание на хората в Черна гора се превръща в гражданска война.

## Край на въстанието
В началото на ноември 1941 година Тито сваля Милован Джилас от командването на партизанските сили в Черна гора поради грешките му по време на въстанието, включително и неговите „левичарски грешки“. Тито набляга на това, че Джилас прави грешки, защото организира фронтална борба срещу враг, който е по-силен вместо да свърже партизанската борба с народно въстание и да приеме партизански тактики на съпротива. Джилас е назначен за редактор на вестник Борба, главният партиен вестник на партията.
Въстанието продължава с редуцирана сила до декември 1941 година.

## Последици
Населението на Сърбия се обръща против въстанието и комунистическите въстаници, поради техните репресии и намерението на продължат комунистическа революция. Партизаните се местят от Сърбия в Босна и се присъединяват към техните другари, които вече са напуснали Черна гора. Заедно те образуват първа пролетарска бригада, създадена от Тито на 21 декември 1941 година в Рудо, Югоизточна Босна.
На 20 декември 1941 година Дража Михайлович, известен четнически лидер по-късно подкрепен от югославското правителство в изгнание, назначава Джуришич за командир на всички редовни и спомагателни войски в централна и източна Черна гора и части от Санджака. На 21 декември италианците обявяват, че ще държат Черна гора отговорна, ако техните войски са нападнати отново. През втората половина на декември 1941 година Джуришич и Лашич започват мобилизация и създаването на въоръжени отряди отделно от партизанските. До средата на януари 1942 година тези отряди влизат във въоръжени сблъсъци с партизаните. На 12 януари 1942 година италианците уточняват как възнамеряват да накажат черногорците в случай на атака над техните войски: 50 цивилни ще бъдат екзекутирани за всеки убит или ранен италиански офицер. В случай, че е редовен войник ще бъдат убити 10 цивилни. Бироли е обявен за военнопрестъпник поради престъпленията извършени от неговите войници в Черна гора. През февруари 1942 година, италианците изчисляват, че по това време има около 8000 партизанина и 5000 четници в Черна гора.
В началото на март 1942 година Джуришич урежда едно от първите колаборционистки споразумения между италианците и четниците. Това споразумение е с Бироли и е свързано със зоната на операции на 19 пехотна дивизия Венеция. През май 1942 година Джуришич атакува и побеждава последната значима партизанска част в Черна гора. Партизанските сили са изтласкани от по-голямата част на Черна гора. При отстъплението си те ограбват и изгарят селата, които не ги подкрепят. Градовете остават под италианска окупация, а на четниците е позволено да контролират останалата част на Черна гора. Партизаните, напуснали страната се присъединяват към другите партизани в Босна. С изключение на отделни хора и малки тайни отряди партизаните не влизат отново в Черна гора за почти година.
След оттеглянето им четниците повтарят същите грешки като тях и създават затворнически лагери, където извършват показни процеси и убиват безразборно. Тези действия не са насочени само към останалите комунисти, но също и срещу мюсюлманите от Санджак. Четнически кланета на мюсюлмани са извършени в Биело поле, Плевля и селата на Буковица. Това води до създаването на мюсюлмански милиции за защита, както от партизаните, така и от четниците.

## Further reading
- Maclean, Fitzroy. Disputed Barricade: The Life and Times of Josip Broz-Tito, Marshal of Jugoslavia.   London, Jonathan Cape, 1957.
- Pajović, Radoje. Kontrarevolucija u Crnoj Gori: Četnički i federalistički pokret 1941 – 1945.   Cetinje, Yugoslavia, Obod, 1977. (на сърбохърватски)